# Шериф бей джамия
Вижте пояснителната страница за други значения на Хамза бей джамия.
Шериф бей джамия (на турски: Sherif Bey Cami; на македонска литературна норма: Шериф беј џамија) е бивш мюсюлмански храм в град Битоля, Северна Македония.

## Местоположение
Разположена е в южната част на града, на десния бряг на Драгор, зад сградата на Музикалното училище.

## История
Запазена е мраморна плоча с надпис на османски турски, който казва, че храмът и медресето му са изградени от Мехмед Заде Шериф Ахмед бей от Охрид в 1244 година от хиджра (1828 от Христа), който оставя и голямо дарение на вакъфа. Сградата е превърната в жилищна. На южната ѝ страна е запазена основата на минарето. В една от стаите е видима стуко декорация, обозначаваща мястото на михраба.

## Архитектура
Джамията е частично запазена. Има правоъгълна основа. Покрита е със скатен покрив с керемиди. Фасадата е декорирана с неокласически елементи, характерни за архитектурата от XIX век.